# Tumauini
Tumauini est une municipalité de la province d’Isabela, aux Philippines.